# Orbis Phaenomenologicus
Orbis Phaenomenologicus ist eine internationale Buchreihe zur Phänomenologie. Sie wird herausgegeben von Kah Kyung Cho (Buffalo), Yoshihiro Nitta (Tokyo) und Hans Rainer Sepp (Prag).
Die Reihe präsentiert Denkansätze und Erträge der Phänomenologie und bestimmt ihre Positionen im Kontext anderer philosophischer Strömungen. Sie diskutiert Aporien des phänomenologischen Denkens und fördert die weiterführende phänomenologische Sachforschung. Die Perspektiven widmen sich phänomenologischen Sachthemen, behandeln das Werk wichtiger Autoren und zeichnen ein lebendiges Bild bedeutender Forschungszentren der Phänomenologie. Die Quellen versammeln Primärtexte und erschließen dokumentarisches Material zur internationalen Phänomenologischen Bewegung. Die Studien legen aktuelle Forschungsergebnisse vor.
1993 bis 2001 erschienen im Verlag Karl Alber, Freiburg i. Br. / München, die ersten 8 Bände. Seit 2002 erscheint die Reihe im Verlag Königshausen & Neumann, Würzburg, als Neue Folge.
Das Sekretariat wird vom Mitteleuropäischen Institut für Philosophie (SIF) in Prag
wahrgenommen.
Bis 2011 sind im Orbis Phaenomenologicus insgesamt erschienen:
- in der Abteilung Perspektiven:  31 Bände
- in der Abteilung Quellen:  10 Bände
- in der Abteilung Studien:  28 Bände

## Editionsgremium
Eberhard Avé-Lallemant (München), Rudolf Bernet (Leuven), Ivan Blecha (Olomouc), Ion Copoeru (Cluj-Napoca), Renato Cristin (Trieste), Natalie Depraz (Paris), Wolfhart Henckmann (München), Dean Komel (Ljubljana), Nam-In Lee (Seoul), Junichi Murata (Tokyo), Thomas Nenon (Memphis), Liangkang Ni (Guangzhou), Harry P. Reeder (Arlington), Rosemary Rizo-Patrón de Lerner (Lima), Krishna Roy (Calcutta), Javier San Martin (Madrid), Tōru Tani (Kyoto), Helmuth Vetter (Wien), Meinolf Wewel (Freiburg i. Br.), Ichiro Yamaguchi (Tokyo).

## Beirat
Jean-François Courtine (Paris), Lester Embree (Boca Raton), Dagfinn Føllesdal (Oslo/Stanford), Klaus Held (Wuppertal), Elmar Holenstein (Yokohama), Seongha Hong (Jeollabukdo, Korea), Jean-Luc Marion (Paris), J.N. Mohanty (Philadelphia), Ernst Wolfgang Orth (Trier), Bernhard Waldenfels (Bochum), Roberto Walton (Buenos Aires), Donn Welton (Stony Brook).

## Sekretariat
Hans Rainer Sepp
SIF – Středoevropský institut pro filosofii /
Mitteleuropäisches Institut für Philosophie
Fakultät für Humanwissenschaften
Karls-Universität Prag
U Kříže 8, CZ-158 00 Praha 5 – Jinonice 
Česká Republica / Tschechische Republik.